# 赫爾曼體育場
赫爾曼體育場，或全名羅伯特R.赫爾曼體育場位於密蘇里州聖路易中城聖路易大學裡。首場賽事於1999年8月21日舉辦。聖路易比利肯男女子足球隊的比賽都於此舉行。體育場以鮑伯·赫爾曼命名。